# Джерма (город)
Джерма (араб. جرمة‎) — город в Ливии, в муниципалитете Вади-эль-Хаят. В древности назывался Гарама и был столицей Гарамантиды — государства гарамантов, существовавшего с XI века до н. э. по 669 год.

## История
Джерма была основана народом гарамантов примерно в XI веке до н. э. и стала столицей их государства, включавшего в себя весь Феццан, юг Триполитании и западную часть Мармарики.
В 19 году до н. э. Джерма и близлежащие города гарамантов были взяты римской армией по предводительством Луция Корнелия Бальба Младшего. Тем не менее, римлянам не удалось закрепить за собой эти территории.
В 89 году по договору между правителем Гармантиды Мрсисом и римским императором Домицианом в Джерме разместился римский гарнизон. Взамен гараманты стали помогать римлянам охранять торговые пути через пустыню.
После VI века Джерма начала слабеть и в 669 году была захвачена арабским войском под предводительством Укбы ибн Нафи.
В X веке Джерма упоминается в трудах известного арабского географа аль-Масуди. Однако, предполагается, что вскоре город был полностью покинут, а большую часть его построек занесло песком. Тем не менее, в XIII веке люди вернулись в Джерму и начали возводить новые дома и мечети из необожженных кирпичей.
Современный город располагается примерно в километре от руин древней Гарамы. По состоянию на 2006 год в нём проживает 4 839 человек.

## Галерея

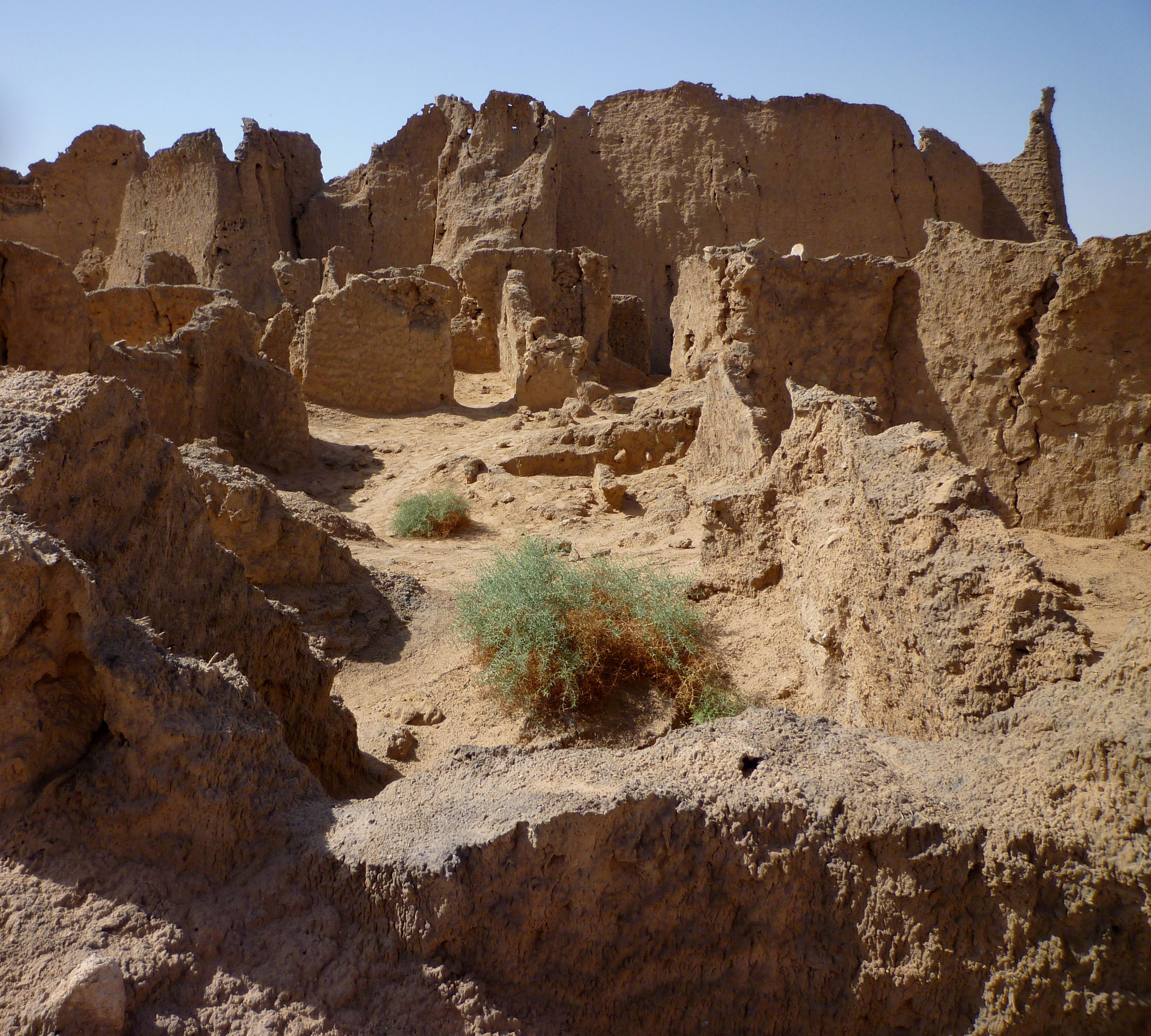
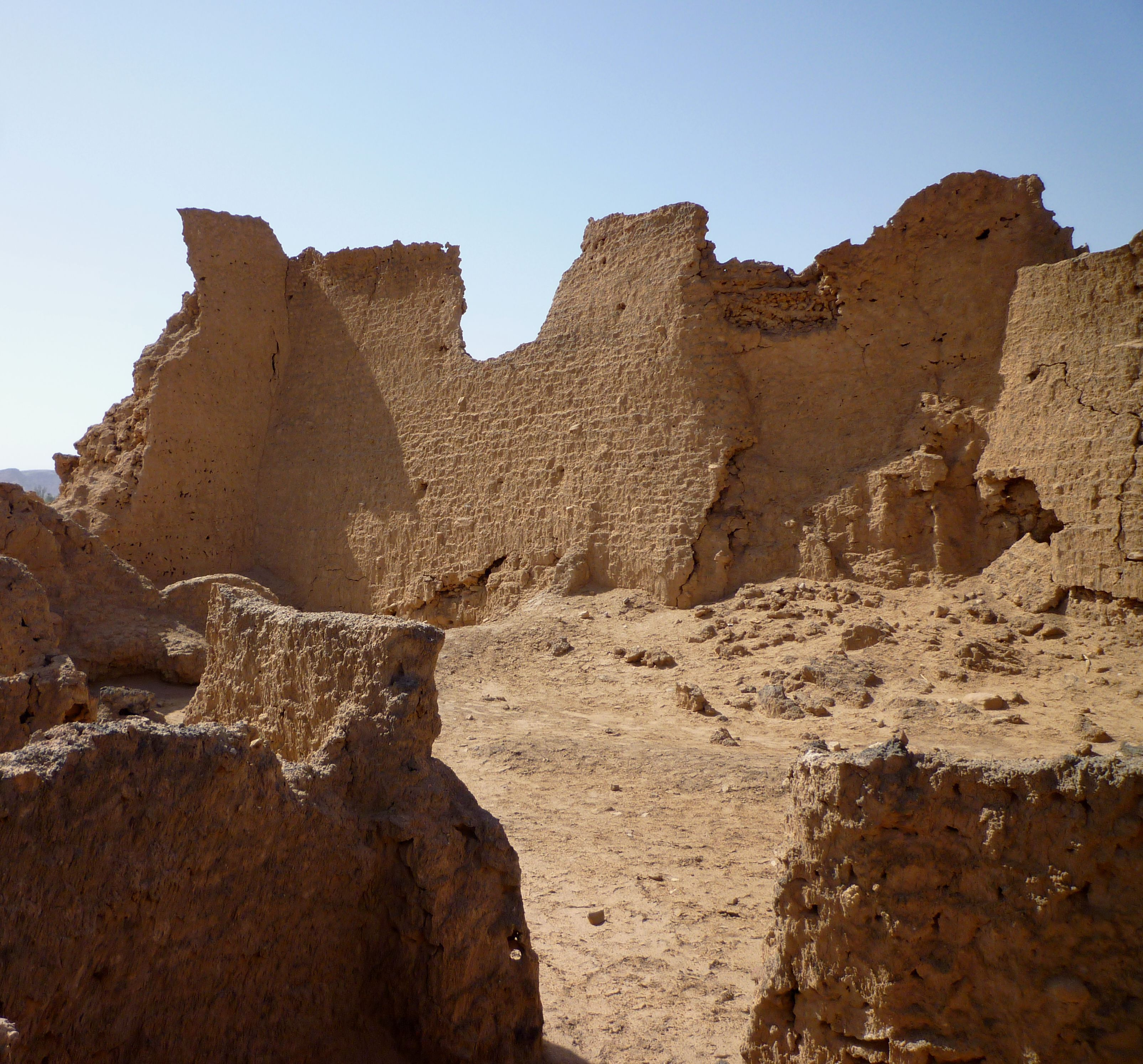
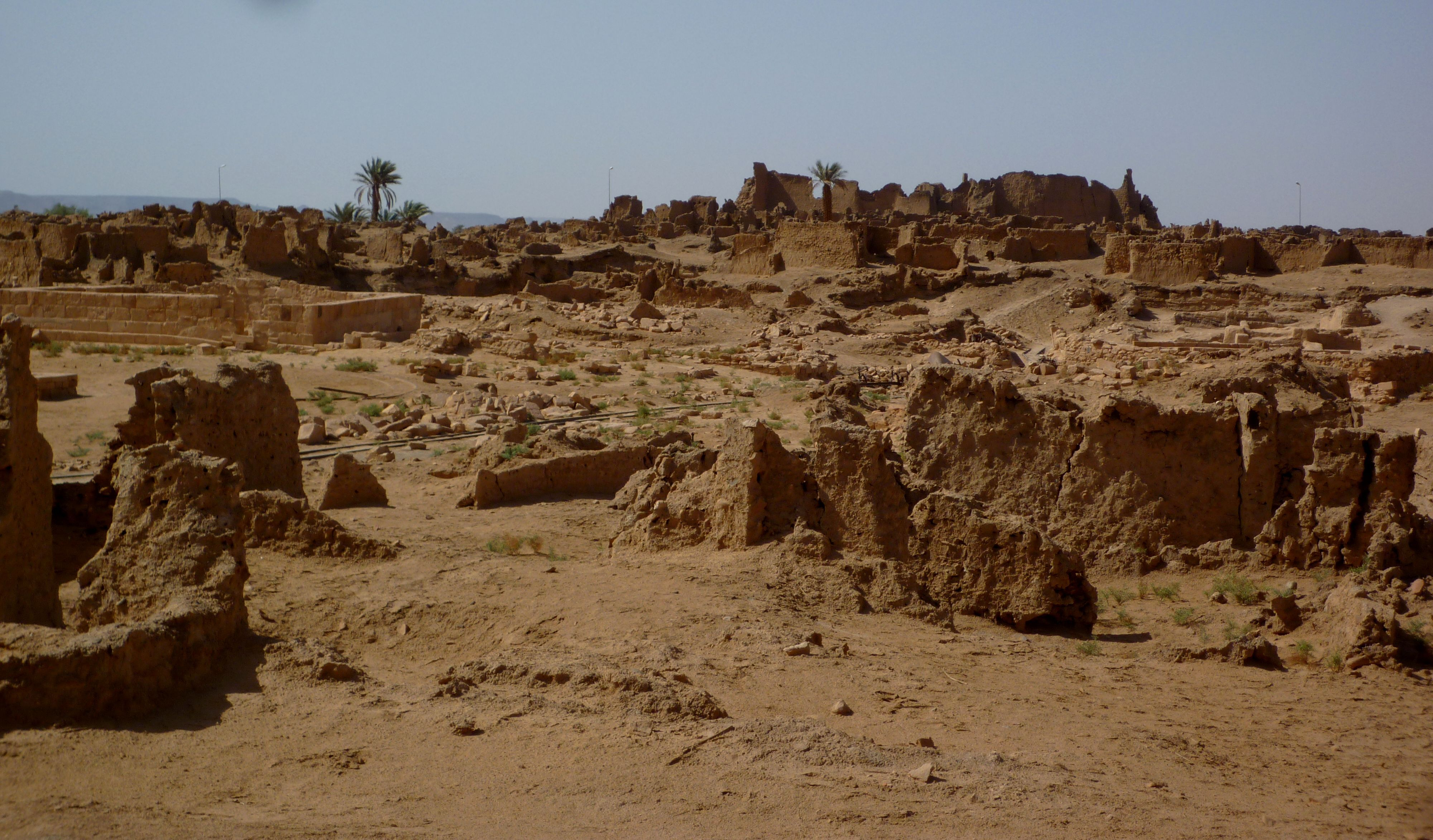
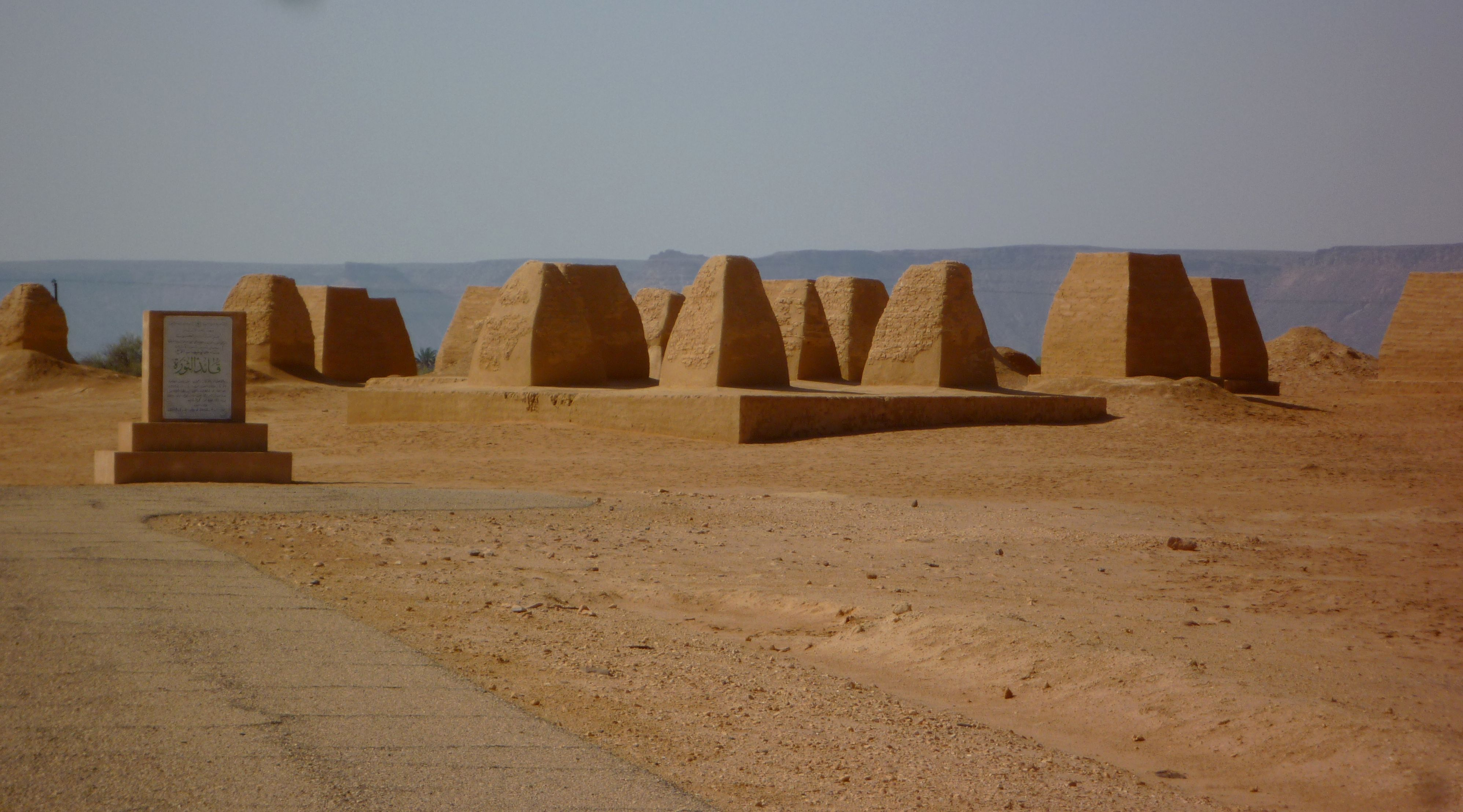